# Klimatmötet i New York 2014
Klimatmötet i New York 2014 var ett möte sammankallat av Förenta nationernas generalsekreterare Ban Ki-moon. Målet med mötet var att sätta press på klimatförhandlingarna inför det viktiga klimattoppmötet i Paris 2015 och driva på konkreta åtgärder mot klimatförändringarna. Såväl nationella ledare, företag, finansväsendet, civilsamhället och lokala ledare var inbjudna att delta och över 120 länder kommer representeras. Från Sverige deltog miljöminister Lena Ek och statsminister Fredrik Reinfeldt i mötet.
Mötet hölls den 23 september 2014.

## Inför mötet
Förutom Ban Ki-moons förhoppning att få de inbjudna parterna att genomföra konkreta åtgärder och lägga en grund inför klimattoppmötet i Paris 2015, så hade även utomstående förhoppningar framförts. Exempelvis gick 340 världsledande investerare ihop och krävde ambitiösa åtaganden för att möjliggöra en omställning till ett motståndskraftigt samhälle. I sitt pressmeddelande pekade de särskilt på att det måste bli dyrare att släppa ut koldioxid.
Även Världsbanken krävde att det måste kosta att släppa ut koldioxid, antingen genom en koldioxidskatt, utsläppsrätter eller något helt annat. Uttalandet hade stöd av en mängd nationella och regionala regeringar som sammanlagt står för 54 % av världens växthusgasutsläpp
Dagen innan mötet lämnade också religiösa ledare från världsreligionerna över ett uttalande till FN, där de poängterar att problemet också handlar om människans syn på jorden och den rådande livsstilen. Delegationen menade att religionernas röst är viktig eftersom de kan se problemen i ett längre perspektiv än politiker.
Den 21 september meddelade några stora företag och organisationer att de kommer avsluta sina investeringar i kol- och oljeindustrin. Mest uppseende väckte Rockefellerfamiljens avståndstagande eftersom deras förmögenhet bygger på olja. 

## Demonstrationer kring mötet
Söndagen innan mötet (den 21 september) hölls en stor demonstration i  New York kallad People's Climate March (ungefär folkets klimatmarsch). Under helgen (19-21 september) uppmanades det också till stöddemonstrationer runtom i världen, vilket kallades People's Climate Mobilisation. Bakom det hela låg organisationen 350.org som rapporterade att omkring 2800 aktioner hade hållits i totalt 166 länder under helgen. Marschen i New York lockade många människor och utvecklade sig till den största klimatdemonstrationen någonsin  med omkring 400 000 deltagare. Andra källor rapporterade om allt från tiotusentals till 300 000 demostranter. Bland de deltagande fanns Ban Ki-moon själv, Al Gore samt flera skådespelare och andra välkända personer.

## Resultat av mötet
Under mötet samlades rekordmånga ledare och många gav löften om nya satsningar, även om det inte innebar några konkreta bindningar. De ovanligt många näringslivsrepresentanterna gav generellt mer konkreta löften, men exempelvis Kina väckte uppmärksamhet genom att utlova stora utsläppsminskningar till 2020. Därutöver lovade EU att deras växthusgasutsläpp skulle minskas med 40 % till 2030 och därefter ännu mer till 2050, samt att pengar skulle investeras i miljöprojekt utanför EU. USA:s löften handlade om att bidra med teknik och kunskaper till utvecklingsländers klimatanpassning och president Obama uppmanade delstaterna att minska sina utsläpp. Georgien visade på ambitioner att bli helt klimatneutrala till år 2050 och utlovade därför satsningar på vattenkraft.
Bland näringslivet syntes bland annat Fjärde AP-fonden som lovade att minska sina mest utsläppstunga investeringar.
Efter mötet poängterade Ban Ki-moon att det varit en historisk dag, även om väldigt mycket finns kvar att göra . Även miljöminister Lena Ek var hoppfull och menade att den stora uppslutningen visade på att klimatfrågan är på väg upp på tapeten igen.